# النيابة الملكية على كييف
تم إنشاء النيابة الملكية على كييف في عملية إصلاح كاترين الثانية التي بدأت بعد مرسومها الصادر في 7 نوفمبر 1775 عندما تم تقديم الوحدة الإدارية الجديدة نائب الملك (بالروسية: namestnichestvo).
في 16 سبتمبر 1781، صدر مرسوم لتحويل المحافظة إلى نيابة ملكية (Kievskoye namestnichestvo)، بتاريخ نفاذ 9 يناير 1782. تم تقسيم النيابة الملكية إلى المقاطعات التالية (تسمى أويزد):
- كييف
- هوروديشتشي
- جولتفا
- خورول
- كوزيليتس
- لوبني
- ميرهورود
- اوستيور
- بيرياسلافل
- بيراتين
- زولوتونوشا

لاحظ أن بعض المصادر تشير إلى أن بلدتي خورول وهوروديشتشي قد تم تضمينهما بدون مناطقهم.
في عام 1789، تم نقل مقاطعة هوروديشتشي إلى محافظة يكاترينوسلاف. وفي عام 1791، تم تقسيم النيابة الملكية في كييف إلى عشرة أوكروغ وفي أوائل تسعينيات القرن التاسع عشر أضيفت مقاطعات إضافية تسمى (أويزد) من بوهوسلاف، وهادياتش، وكانيف، وزينكيف، وكورسون، ولوخفيتسية.
في 4 يونيو 1782، تمت الموافقة رسميًا على شعار نبالة كييف، والذي أصبح في الواقع شعارًا لنبالة نائب الملك. وفقًا للوصف، كان رئيس الملائكة ميخائيل يرتدي الزي الفضي ممسكًا سيفًا متوهجًا، مُصورًا على درع أزرق سماوي.